# Amber Dawn
Amber Dawn (Fort Erie, 1974) é uma escritora canadense que ganhou o Prêmio Dayne Ogilvie de 2012, concedido pelo Writers' Trust of Canada a uma escritora emergente lésbica, gay, bissexual ou transgênero.

## Biografia
Escritora, cineasta e artista performática baseada em Vancouver, Colúmbia Britânica, publicou seu romance de estreia, "Sub Rosa", em 2010. O romance, mais tarde, ganhou o Prêmio Literário Lambda de Lançamento de Ficção Lésbica daquele ano. Também foi editora da antologia "Fist of the Spider Woman: Tales of Fear and Queer Desire", indicada ao Prêmio Literário Lambda na categoria "Ficção Científica, Fantasia e Horror", em 2009, e co-editora, com Trish Kelly, de "With a Rough Tongue: Femmes Write Porn". Em 2013, lançou um novo livro de ensaios e poemas intitulado "How Poetry Saved My Life: A Hustler's Memoir". O livro foi indicado na categoria "Memórias/Biografias Lésbicas" no 26.º Prêmio Literário Lambda e ganhou o City of Vancouver Book Award de 2013.
Foi diretora de programação do Vancouver Queer Film Festival por quatro anos, terminando em 2012. Em 2017, voltou ao Vancouver Queer Film Festival como co-diretora artística com Anoushka Ratnarajah.
Atuou ao lado de Vivek Shraya e Anne Fleming no júri do Prêmio Dayne Ogilvie, em 2013, selecionando C.E. Gatchalian como o vencedor daquele ano.
Seu romance "Sodom Road Exit" publicado, em 2018, e foi selecionado na categoria "Ficção Lésbica" no 31.º Prêmio Literário Lambda, em 2019.